# TNT Sports (Chile)
TNT Sports es un canal de televisión por suscripción chileno de deportes. Posee los derechos de transmisión televisiva y sonora de los campeonatos organizados por la Asociación Nacional de Fútbol Profesional para su comercialización y explotación, siendo propiedad de Warner Bros. Discovery como resultado de las negociaciones por parte de dicho conglomerado y la ANFP por los derechos de televisión del fútbol chileno.
Comenzó a emitirse en la mañana del domingo 17 de enero de 2021, reemplazando al ahora desaparecido Canal del Fútbol (CDF). Los primeros encuentros transmitidos bajo TNT Sports Chile fueron tres partidos correspondientes a la última fecha de la Primera B (Unión San Felipe-Deportes Melipilla por TNT Sports HD, AC Barnechea-Rangers de Talca por TNT Sports 2 y Deportes Puerto Montt-Magallanes por TNT Sports 3).
Además del cambio estético, las señales básica, premium y HD del CDF pasaron a denominarse TNT Sports 3, TNT Sports 2 y TNT Sports HD respectivamente, mientras que Estadio CDF pasó a llamarse Estadio TNT Sports.
El 22 de marzo de 2024 TNT Sports renombró sus señales; las señales de pago como TNT Sports 2 (en SD) y TNT Sports HD pasaron a denominarse TNT Sports Premium, mientras que en el plan básico TNT Sports 3 pasó a llamarse TNT Sports.
A diferencia de su antecesor, TNT Sports transmite contenido de otros deportes además del fútbol, como básquetbol, tenis, artes marciales mixtas, boxeo y lucha libre profesional.

## Historia
Anteriormente el canal llevaba el nombre de CDF (acrónimo de Canal del Fútbol), una señal que nació debido a la finalización de los contratos de la ANFP con Fox Sports, Sky y TVN para la emisión de partidos en el 2003, iniciando sus emisiones en abril de dicho año de forma exclusiva en el operador Zap. Posteriormente, en octubre de 2006 nace CDF Básico y el canal original pasa a denominarse CDF Premium, mientras que en el 2010 comienza a transmitirse su señal en alta definición.
A fines de diciembre de 2018 se concretó la venta del canal al conglomerado estadounidense, Warner Bros. Discovery (en ese momento, WarnerMedia), dueña de Chilevisión, CNN Chile y otras señales en el país, luego de meses de negociaciones entre la ANFP y los grupos interesados en la compra del canal (entre los que se encontraban Fox Sports e ESPN) e investigaciones por parte de la Fiscalía Nacional Económica de Chile.

### Inicio de transmisiones
El 2 de enero de 2021 se dio a conocer que CDF cambiaría de nombre a TNT Sports a partir del 17 de enero, día que coincidió con el 188° Superclásico entre Colo-Colo y Universidad de Chile, siendo este cambio anunciado de forma oficial el 5 de enero. La marca ya estaba presente en Argentina desde 2017 (en el cual se anunció un rebranding del paquete gráfico) y también se anunció en Brasil bajo una situación similar a la chilena (donde el bloque Esporte Interativo de TNT Brasil tuvo un cambio de nombre a la nueva denominación).
El 17 de enero, a las 9 de la mañana, se emitió un programa especial presentando el nuevo canal y las novedades que presentaría la señal, para luego dar paso a la emisión de tres partidos en simultáneo correspondientes a la última fecha del torneo de Primera B: Unión San Felipe-Deportes Melipilla en TNT Sports HD, AC Barnechea-Rangers por TNT Sports 2 y Deportes Puerto Montt-Magallanes FC por TNT Sports 3.

## Eventos

### Fútbol
- Primera División de Chile (Transmite todos los partidos íntegramente por TNT Sports Premium, HBO Max y 1 partido por fecha en simultáneo con Mega)[13][8]
- Primera B de Chile (Transmite todos los partidos íntegramente por HBO Max, de 4 a 6 partidos por TNT Sports y de 2 a 3 partidos por TNT Sports Premium)[8]
- Copa Chile (Transmite por TNT Sports Premium y HBO Max)[8]
- Supercopa de Chile (Transmite por TNT Sports Premium y HBO Max)[8]
- UEFA Champions League Femenina (Transmite por TNT Sports Premium y HBO Max)[8]

### Tenis
- ATP Chile Open (Transmite por TNT Sports y HBO Max)[8]
- WTA 125 LP Open

### Lucha
- One Championship
- TNT Sports Fighting
- Combate Space

### Deporte Motor
- Copec Rally Mobil (Transmite por TNT Sports, HBO Max, Space y Discovery Turbo) [14]
- WRC Rally Chile Biobío (Transmite por TNT Sports, HBO Max, Space y Discovery Turbo)

## Equipo

### Conductores
- Camila Campos "Camilisima"
- Nahla Hassan
- Felipe Horta
- María Paz Jorquiera
- Marcelo Muñoz
- Melina Noto

### Relatores
- Ignacio Valenzuela
- Patricio "Grillo" Barrera
- Patricio "Pini" Vergara
- Alejandro Lorca
- Orlando Villagrán
- Rocío Ayala
- Rodrigo Sandoval
- Fabián Astudillo

### Comentaristas
- Aldo Schiappacasse
- Carlos Villanueva
- Carolina Fernández
- Cristian Basaure
- Danilo Díaz
- Gonzalo Fierro
- Gonzalo Fouillioux
- Gonzalo Jara
- Juvenal Olmos
- Johnny Herrera
- Leonardo "Leo" Burgueño
- Luis Marín
- Manuel de Tezanos
- Marcelo "Rambo" Ramirez
- Marcelo "Toby" Vega
- Nahla Hassan
- Rodrigo "Polaco" Goldberg
- Verónica Bianchi

### Reporteros
- Andrés Bravo (Corresponsal de San Marcos de Arica)
- Arturo Millán
- Carlos "Charola" Ahumada
- Carlos Campos (Corresponsal de equipos de la Región del Bio-Bio)
- Carolina Muñoz
- Constanza Solar
- Cristóbal Neira
- Daniel Arrieta (Corresponsal de Colo-Colo)
- Eduardo Solar (Corresponsal de Cobresal)
- Felipe Cartagena
- Felipe Puccio
- Francisca Vargas
- Francisco "Ingeniero" Sougarret
- Gastón Fauré
- Juan Carlos San Martín
- Jorge Cubillos (Corresponsal de Universidad Católica)
- Koty Sandoval
- Macarena Barrera (Corresponsal de Cobreloa)
- Marcelo Díaz Almonacid (Corresponsal de Universidad de Chile)
- Marcelo Muñoz
- Matías Larraín (Corresponsal de equipos de la Región de Antofagasta)
- Miguel Araya (Corresponsal de Deportes Iquique)
- Mirko Roca (Corresponsal de equipos de la Región del Bio-Bio)
- Nelson Osses
- Pedro Herrera (Corresponsal de Rangers)
- Raúl López (Corresponsal de Unión San Felipe)
- Roberto Rojas (Corresponsal de equipos de la Región de O'Higgins)
- Rocío Barraza (Corresponsal de equipos de la Región de Coquimbo)
- Rubén Salinas (Corresponsal de Cobreloa)
- Sebastián Ormazábal (Corresponsal de Curicó Unido)
- Víctor González (Corresponsal de los equipos de la Región de Valparaíso)